# + + +
+ + + – album polskiego zespołu Falarek Band, wydany w 1996. To pierwsze wydawnictwo zespołu stanowiące inne miksy kilku utworów zawartych na płycie Falarek.

## Lista utworów
1. "Krosses (Gold-rock-original version)" – 3:42
2. "Klepsydry (Industrial Kos-mix)"  – 3:30
3. "Hciwy (Turbo-trans Kos-mix)"  – 3:17
4. "Reinkarnacje (Pre-dator kos-mix)"  – 3:54
5. "Klepsydry (Gold-rock Roots Version)"  – 4:16
6. "Hciwy (Gold Rock Crucial Version)"  – 3:39

## Skład
- Robert Brylewski – wokal, gitara, klawisze, instrumenty perkusyjne
- Piotr "Fala" Falkowski – perkusja, gitara, instrumenty klawiszowe
- Arkadiusz Antonowicz – gitara basowa
- Jarosław "Smok" Smak – gitara
- Piotr Subotkiewicz – instrumenty klawiszowe

Gościnnie:
- Macho Sado – gitara (w utworze "Hćiwy")
- Sara i Ewa Brylewska – wokale (w utworze "Reinkarnacje")